# Kizu (agrume)
Citrus kizu
Espèce
Le Kizu ou Kinosu (Citrus kizu) est un agrume mineur, acide, japonais récolté en septembre octobre. Il est cultivé dans les Préfectures de Saga et de Fukuoka. Il s'utilise comme hebesu ou sudachi. 

## Dénomination
Citrus kizu hort.ex Y. Tanaka Icon. Jap. Citrus Fruits 2: 411 (1948) INPI n° 771948-1 est présent à la Banque génétique du Japon  sous le n°181849.
En japonais: キズ (Kizu) ou 木酢 (Ki zu)
D'après Mitsuo Sadamatsu (1996) il est mentionné dans un document conservé au temple Jissouin à Saga et qui date de 1220.  

## Description
Le fruit vert est de la taille d'un hebesu 5 cm de diamètre 45 à 60 g et 6 cm de diamètre à maturité avec un poids d'environ 100 g. La plante n'est pas rustique, les pépiniéristes recommande d'éviter le gel. Des formes tétraploides ont été obtenues en 2004 à Fukuoka
Ce fruit est peu diffusé, il n'est pas mentionné dans l'Encyclopédie illustrée des fruits mais bien présent dans la liste des agrumes acides du Japon de l'Agriculture Moderne (n°11- novembre 2023). 

### Forte teneur en nobilétine
Il a peu de graines et contient, comme Shikuwasa (C. depressa), une grande quantité de nobilétine. Dans une monographie (2020) a montré que les principaux composants de l'épicarpe sont des glycosides de flavanone: hespéridine, néohespéridine, narirutine, naringine, des flavonoïdes: nobiletine, tangerétine, heptaméthoxyflavone. Les glycosides de flavanone totaux sont de 25 mg/g de poids sec chez kizu devant le sudachi (21 mg/g) et les polyméthoxyflavones (5-OH-PMF) sont mesurées 4.3  mg/g devançant le yuzu (3  mg/g). Ce niveau le place derrière C. tachibana.

## Utilisation
Le jus abondant est un condiment aigre-doux qu'on presse sur les aliments pour en faire ressortir la saveur ou bien avec lequel on fait du ponzu.